# Rocca aldobrandesca (Arcidosso)
La rocca aldobrandesca è un castello situato nella parte più alta del centro storico di Arcidosso, comune del monte Amiata nella provincia di Grosseto, in Toscana.

## Storia
Il castello iniziò ad essere costruito probabilmente intorno all'anno 860 poco prima del pieno Medioevo, dalla famiglia Aldobrandeschi su preesistenti costruzioni di epoca longobarda; passò successivamente nella Contea di Santa Fiora a seguito della spartizione dei beni tra i due rami della famiglia. Recenti studi archeologici hanno stabilito che, quando intorno al 1100 gli Aldobrandeschi decisero di costruire la torre maestra, la rocca possedeva di già un palazzo in pietra di due piani fatto edificare molto probabilmente dal marchese Ugo II di Toscana tra il 970 e il 995. Quello di Arcidosso è il più antico palazzo extraurbano di governo statale in Italia e uno dei più antichi d'Europa, qui risiedevano i Visconti del Monte Amiata nominati da Ugo. Gli Aldobrandeschi trasformarono e ampliarono Il Castello sopraelevando di due piani il palazzo costruendo le sue torri e le due cinte murarie merlate, anch'esse provviste di torri.
Gli ultimi interventi medievali furono eseguiti dalla Repubblica di Siena dopo il 1332.
Infatti nel corso del Trecento i Senesi cercarono più volte di espugnare il luogo, cosa che avvenne nel 1331 grazie all'assedio portato avanti da Guidoriccio da Fogliano; da allora Arcidosso e il suo Castello entrarono a far parte della Repubblica di Siena. Gli eventi storici successivi si legano con la storia della Repubblica senese. Nel 1980, nel Palazzo Pubblico di Siena, è venuto alla luce un affresco che Luciano Bellosi ha attribuito a Duccio di Buoninsegna e che raffigurerebbe la conquista di Giuncarico, secondo le precisazioni di Max Seidel; tale proposta non ha mai convinto parte della critica anglosassone che riconosce nel dipinto il Castello di Arcidosso che si arrese a Guidoriccio da Fogliano nel 1331.
Nella seconda metà del Cinquecento, a seguito della definitiva caduta di Siena, il luogo venne inglobato nel Granducato di Toscana, seguendone le sorti da quel momento in poi.
Dai primi del 2000 viene utilizzato sempre più, in funzione civile e istituzionale.

## Descrizione
Il castello è costituito da un imponente edificio a due corpi di fabbrica (uno dei quali più ribassato), caratterizzati, nell'insieme, da una sezione quadrangolare che poggia, a tratti, su imponenti basamenti a scarpa; le pareti esterne sono rivestite in filaretto.
Il lato settentrionale del complesso fortificato si caratterizza per la presenza di una torre maestra che si eleva oltre il tetto del corpo di fabbrica più alto e la cui sommità è coronata da una serie di archetti ciechi poggianti su mensole, le quali costituiscono la base della merlatura soprastante. 
Rimane un tratto della prima cinta muraria che collega il castello con l'ex Palazzo della Cancelleria, dove, prima che venisse costruito nel 1700, c'era una torre che collegava le mura vicine al castello con la "Porta di Castello".